# Idanophana gephyra
Idanophana gephyra är en tvåvingeart som beskrevs av Erich Martin Hering 1938. Idanophana gephyra ingår i släktet Idanophana och familjen fläckflugor. Inga underarter finns listade i Catalogue of Life.